# 그레이스 (에식스주)

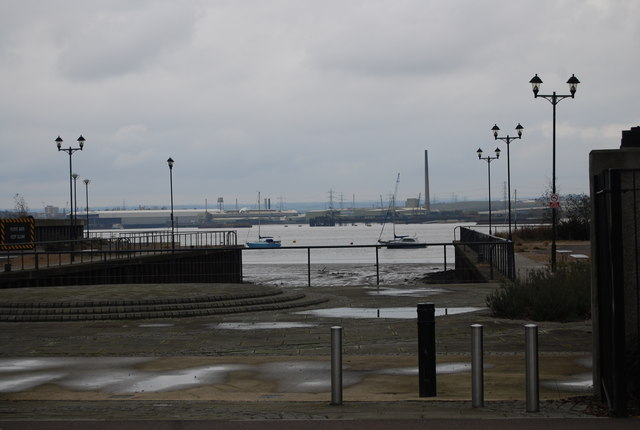
그레이스

그레이스(Grays)는 잉글랜드 에식스주의 도시로, 인구는 36,601명이다.